# Route Verte

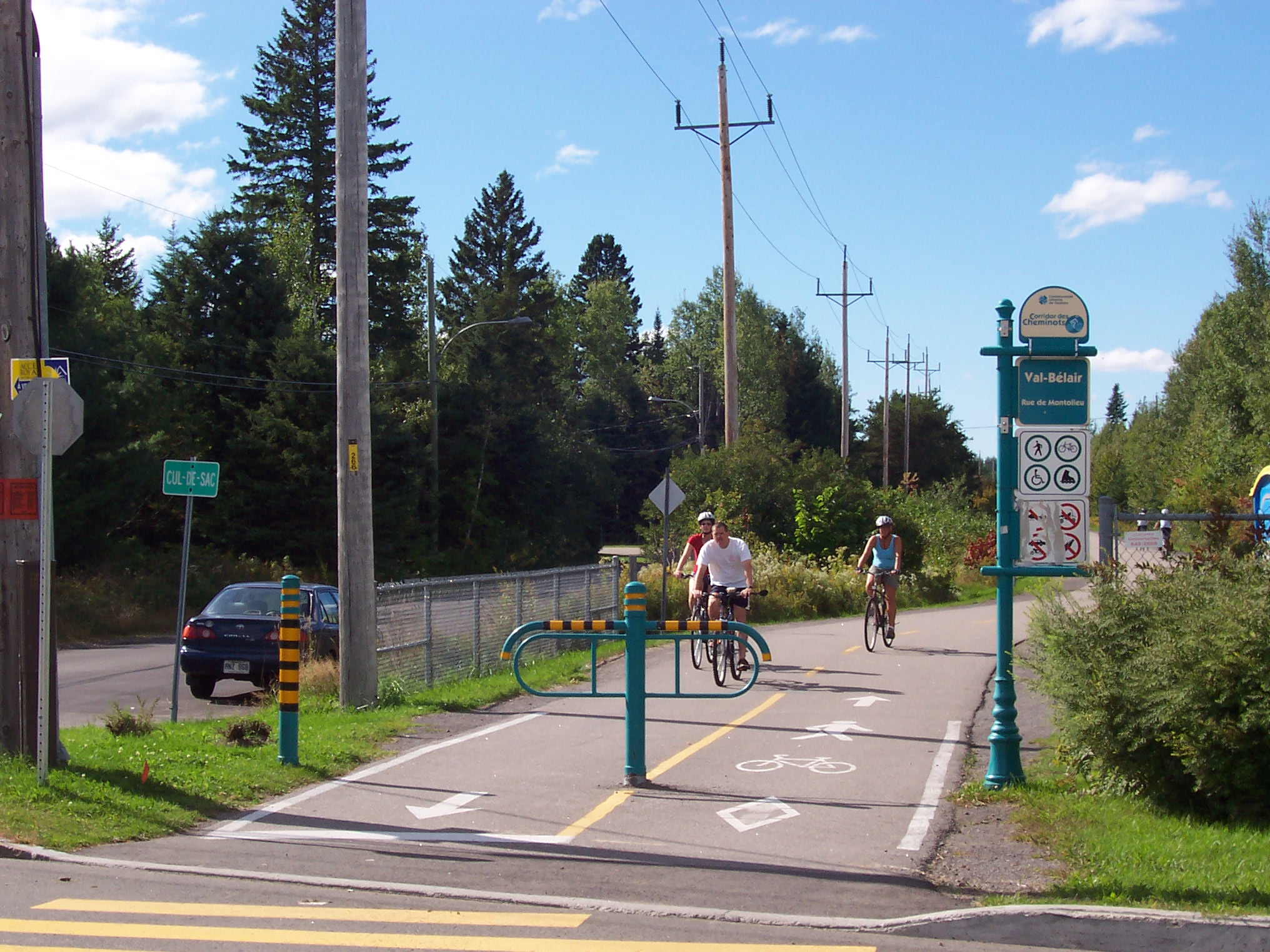
Abschnitt in der Stadt Québec

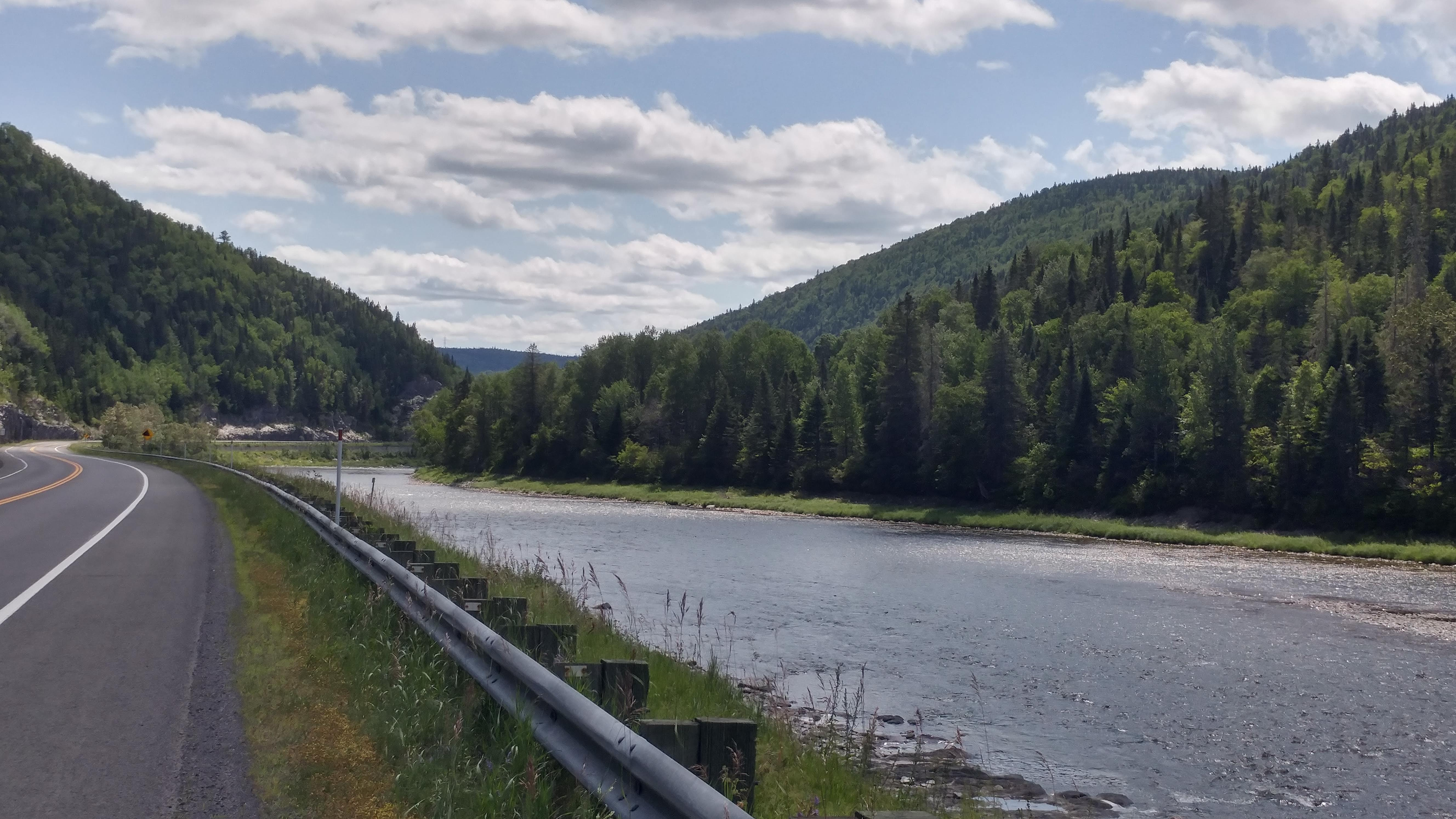
Die Route Verte in der Nähe von Matapédia

Route Verte (frz. „Grüne Straße“) ist ein Netz von Radfernwegen in der kanadischen Provinz Québec. Es ist über 4300 Kilometer lang und das bedeutendste Netz dieser Art auf dem amerikanischen Kontinent.
Das Konzept wurde in den späten 1980er Jahren von der Non-Profit-Organisation Vélo Québec ausgearbeitet. 1995 kündigte die Provinzregierung an, das Vorhaben finanziell zu unterstützen. Seither koordiniert Vélo Québec die Planung, die interregionale Zusammenarbeit und die Werbung. Mit der Quebecer Tourismusbranche besteht eine enge Zusammenarbeit. Im August 2007 wurde die Route Verte offiziell eingeweiht.

Markierungsbeispiel

| Route | Strecke |
| ----- | --- |
| 1     | Gatineau – Laval – Montreal – Longueuil – Saint-Jean-sur-Richelieu – Granby – Waterloo – Magog – Sherbrooke – Victoriaville – Lévis – Montmagny – Rivière-du-Loup – Rimouski – Gaspé – Îles de la Madeleine |
| 2     | Ville-Marie – Rouyn-Noranda – Amos – Val-d’Or – Saint-Jérôme – Laval – Montreal – Longueuil – Saint-Jean-sur-Richelieu – Grenze New York                                                                    |
| 4     | La-Mauricie-Nationalpark – Shawinigan – Trois-Rivières – Drummondville – Waterloo – Grenze Vermont |
| 5     | Grenze Ontario – Vaudreuil-Dorion – Montreal – Repentigny – Trois-Rivières – Québec |
| 6     | Rivière-à-Pierre – Québec – Lévis – Saint-Georges – Grenze Maine |
| 8     | Dolbeau-Mistassini – Alma – Saguenay – Tadoussac – Rivière-du-Loup – Grenze New Brunswick |